# Ricky Shakes
Ricky Ulric Shakes (ur. 25 stycznia 1985 w Brixton) – gujański piłkarz pochodzenia trynidadzko-tobagijskiego i angielskiego, obecnie zawodnik angielskiego Ebbsfleet United.

## Kariera klubowa
Shakes jest synem Gujańczyka i Trynidadki, natomiast urodził się w jednej z dzielnic Londynu, Brixton. Jest wychowankiem zespołu Bolton Wanderers, jednak nie zdołał w jego barwach zadebiutować w Premier League. W barwach Boltonu rozegrał jedno spotkanie – 13 stycznia 2004 w rozgrywkach FA Cup z Tranmere Rovers, strzelając honorową bramkę – jego drużyna przegrała ostatecznie 1:2. Nie mogąc przebić się do pierwszego zespołu Boltonu był wypożyczany do Bristol Rovers i Bury, występujących w czwartej lidze angielskiej – League Two.
Latem 2005 Shakes przeszedł na zasadzie wolnego transferu do trzecioligowego Swindon Town, gdzie szybko wywalczył sobie miejsce w wyjściowym składzie. Mimo to już po roku spadł z klubem z League One do czwartej ligi i spędził w niej rozgrywki 2006/2007. Po ich zakończeniu został zawodnikiem Brentford, także z czwartej ligi. W tym klubie grał przez rok, po czym w lipcu 2008 odszedł do Ebbsfleet United, występującego na co dzień w piątej lidze angielskiej – Conference National. Po sezonie 2009/2010 spadł z Ebbsfleet do szóstej ligi, jednak już w rozgrywkach 2010/2011 wygrał Conference South, awansując klasę wyżej.

## Kariera reprezentacyjna
Posiadający potrójne obywatelstwo Shakes był uprawniony do występów w reprezentacji Anglii, Trynidadu i Tobago oraz Gujany. Ostatecznie wybrał drugą z wymienionych drużyn i w seniorskiej reprezentacji ojczyzny matki zadebiutował za kadencji selekcjonera Leo Beenhakkera, 1 marca 2006 w wygranym 2:0 meczu towarzyskim z Islandią. Nie znalazł się jednak w składzie na rozgrywane w tym samym roku Mistrzostwa Świata w Niemczech, w których uczestniczyła także reprezentacja Trynidadu i Tobago.
W 2011 roku Shakes został powołany do reprezentacji Gujany, po uzyskanej rok wcześniej zgodzie od FIFA na zmianę barw narodowych. W drugiej kadrze narodowej pierwszy mecz rozegrał 12 października 2011 z Bermudami, zakończony remisem 1:1 i wchodzący w skład eliminacji do Mistrzostw Świata 2014. W tym samym spotkaniu zdobył także premierową bramkę w reprezentacji. Na listę strzelców wpisał się także w listopadowym spotkaniu z Trynidadem i Tobago, które Gujańczycy wygrali ostatecznie 2:1.